# Chris Jericho
Christopher Keith Irvine (født 9. november 1970), bedre kendt under ringnavnet Chris Jericho, er en canadisk wrestler, skuespiller, radiovært og musiker. Jericho er bedst kendt for sin tid i World Wrestling Entertainment (WWE), World Championship Wrestling (WCW), Extreme Championship Wrestling (ECW), New Japan Pro Wrestling (NJPW) og All Elite Wrestling (AEW) Hvor han blev deres første verdensmester. Han er også internationalt kendt i Canada, Mexico, Tyskland og Japan, samt kendt som vært på det amerikanske tv-program Downfall og som forsanger i bandet Fozzy.
I WWE blev han i 2001 den første ubestridte verdensmester inden for wrestling i over 50 år. Derudover har han også vundet WWE Intercontinental Championship ni gange i sin karriere, hvilket er en rekord. Han er i alt en seksdobbelt verdensmester, idet han i WWE har vundet WCW Championship to gange, WWF Championship én gang og WWE World Heavyweight Championship tre gange.

## Wrestlingkarriere

### Starten (1990-1996)
Som 19-årig begyndte Chris Irvine på Hart-brødrenes wrestlingskole, hvor han mødte Lance Ever, der senere skulle kendt under ringnavnet Lance Storm i World Wrestling Entertainment. De begyndte som tagteamet Sudden Impact. Med det samme tog Irvine ringnavnet Jericho fra Helloween-albummet Walls of Jericho. I starten arbejdede både Jericho og Storm sammen med Adam Copeland (Edge), Jason Reso (Christian) og Terry Gerin (Rhino), der senere også skulle opnå kæmpe succes inden for wrestlingbranchen. Fra 1991 til 1995 wrestlede Jericho i en række wrestlingorganisationer rundt omkring i verden, primært i Mexico og Japan. I december 1993 vandt han NWA Middleweight Championship i Mexicos største wrestlingorganisation, som han holdt i næsten et år.

### Extreme Championship Wrestling (1996)
ECW-wrestleren Chris Benoit foreslog promotoren Paul Heyman, at han skulle skrive kontrakt med Chris Jericho i 1996. Jericho fik kort derefter sin debut i den amerikanske wrestlingorganisation Extreme Championship Wrestling (ECW) og vandt ECW World Television Championship i juni 1996. Mens han var i ECW, wrestlede Jericho mod ECW-stjerner, som fx Taz, Sabu, Rob Van Dam, Cactus Jack, Shane Douglas og 2 Cold Scorpio. Med succesen i USA fik Jericho opmærksomhed fra Eric Bischoff, der var vicepræsident i World Championship Wrestling.

### World Championship Wrestling (1996-1999)

#### Cruiserweight Championship (1996-1998)
Eric Bischoff skrev hurtigt kontrakt med Chris Jericho, der fik sin debut i World Championship Wrestling (WCW) i september 1996. Han mødte Chris Benoit, der også havde skrevet kontrakt med WCW, i sin første kamp ved WCW's Fall Brawl. I juni 1997 vandt han sin første større titel, da han besejrede Syxx fra nWo i Los Angeles i en kamp om WCW Cruiserweight Championship, der var WCW's vigtigste titel for wrestleren under 100 kg. Han vandt titlen igen med sejr over Alex Wright i august 1997.
Jericho, der indtil da havde wrestlet som face-wrestler, vendte sig mod sine fans og blev heel-wrestler. Kort efter vandt han WCW Cruiserweight Championship for tredje gang efter sejr over Rey Mysterio, Jr. ved WCW's Souled Out i januar 1998. Jericho forsvarede titlen mod Juventud Guerrera ved WCW's SuperBrawl VIII i februar 1998 i en kamp, hvor Guerrera blev nødt til at tage sin maske af efter nederlaget. Jericho indledte også en længere fejde mod Dean Malenko, der var kendt under tilnavnet "The Man of 1,000 Holds". Derfor begyndte Jericho at kalde sig selv for "The Man of 1,004 Holds". Jericho besejrede Malenko ved WCW's Uncensored i marts 1998. I WCW afholdt ved Slamboree i maj 1998 en battle royal, der skulle afgøre, hvem der skulle være topudfordreren til Jerichos titel. Dean Malenko, klædt ud som wrestleren Ciclope, vandt denne battle royal og besejrede samme aften Jericho i titelkampen. Jericho, der følte sig snydt af Malenko, gav efterfølgende skylden på WCW-wrestlerne, WCW-kommissæren J.J. Dillon, WCW-ejeren Ted Turner og til sidst USA's daværende præsident, Bill Clinton. Det førte til, at Malenko opgav WCW Cruiserweight Championship, og ved WCW's The Great American Bash i juni 1998 vandt Jericho den ledige titel for fjerde gang med sejr over Malenko. Jericho tabte titlen igen ved WCW's Bash at the Beach i juli 1998 til Rey Mysterio, Jr., der var vendt tilbage til ringen efter seks måneders pause, pga. Jerichos overfald tidligere på året. Aftenen efter vandt Jericho dog titlen tilbage. Denne femte og sidste tid med WCW Cruiserweight Championship sluttede, da Jericho tabte titlen til Juventud Guerrera ved WCW's Road Wild i august 1998 i en kamp, hvor Dean Malenko var dommer.

#### World Television Championship (1998-1999)
Chris Jericho valgte i stedet for at fokusere på en anden titel, og i august 1998 vandt han WCW World Television Championship efter sejr over Stevie Ray fra tagteamet Harlem Heat – Stevie Ray forsvarede titlen på vegne af sin bror Booker T, der var den rigtige mester. Herefter begyndte Jericho at udfordre den regerende verdensmester Bill Goldberg, men han kom aldrig til at få en kamp mod ham. Jericho begyndte at kalde ham "Greenberg". Under en episode af WCW's ugentlige tv-program Thunder, deltog Jericho i en sketch, hvor de lavede en parodi på Goldbergs letgenkendelige entré fra omklædningsrummet til ringen. I scenen fór Jericho vild adskillige gange. I stedet for at møde Goldberg kunne Jericho samme aften let besejre en skaldet dværg, der lignede Goldberg. Jericho jublede og blærede sig med, at han var den første, der nogensinde havde besejret den ubesejrede Goldberg. De senere uger gentog Jericho dette nummer, og til sidst havde han en 5-0-statistik mod Goldberg, selv om de aldrig havde mødt hinanden. I Jerichos bog fra 2007 forklarer han, at det var Eric Bischoff, Goldberg og Hulk Hogan, der var skyld i, at Goldberg og Jericho aldrig mødtes i en rigtig kamp. Jericho mener, at det ville have trukket mange fans til en kamp mellem de to, og mange fans ville have elsket at se Goldberg smadre Jericho på under to minutter. Dette var én af grundene til, at Jericho senere valgte at forlade WCW.
I november 1998 tabte Jericho WCW World Television Championship til Konnan. I 1999 begyndte han en fejde mod Perry Saturn. De mødtes i bizarre kampe, hvor der var nogle underlige betingelser på spil. Ved WCW's Souled Out i januar 1999 vandt Jericho over Perry Saturn, og som resultat heraf skulle Saturn fremover gå med en kjole. Jericho besejrede igen Saturn måneden efter ved WCW's SuperBrawl IX, inden Saturn endelig fik revanche ved WCW's Uncensored, der blev Jericho sidste optråden ved et af WCW's pay-per-view-shows. De næste par måneder wrestlede han lidt i Japan, inden han helt forlod WCW.

### World Wrestling Federation / World Wrestling Entertainment (1999-2005)

#### Intercontinental Championship (1999-2000)
Chris Jericho skrev kontrakt med World Wrestling Federation (WWF) i juni 1999. I ugerne op til Jerichos debut var der et specielt ur, der tikkede ned til det nye årtusinde på WWF's tv-programmer. Uret talte endelig ned til nul d. 9. august 1999, mens WWF lavede et show i Chicago. The Rock, én af WWF's mest populære stjerner, var i ringen, da Chris Jericho gjorde sin entré i arenaen. Han kaldte sig selv "Y2J" (et ordspil på "Y2K" (år 2000-problemet)). Samme måned fik Jericho sin debut i WWF-ringen under den første episode af WWF's nye tv-program SmackDown!. Han tabte til Road Dogg.
Jericho indledte sin første længere fejde med kvindewrestleren Chyna, der overraskende nok havde vundet WWF Intercontinental Championship, der var den mest prestigefyldte titel i WWF næstefter VM-titlen. Jericho tabte til Chyna ved WWF's Survivor Series i november 1999, men vandt titlen måneden efter ved WWF's Armageddon. Jericho tabte titlen nogle måneder efter til Kurt Angle. Ved WrestleMania 2000 deltog Jericho i en Triple Threat match mod Kurt Angle og Chris Benoit. Angle var indehaver af både WWF Intercontinental Championship og WWF European Championship. Den første vinder ville vinde førstnævnte titel, og den anden vinder ville vinde WWF European Championship. Jericho endte med at vinde WWF European Championship, men tabte titlen aftenen efter på RAW, WWF's ugentlige tv-program, til Eddie Guerrero, der fik hjælp af Chyna.
Under en episode af RAW lykkedes det Jericho at vinde WWF Championship fra den regerende verdensmester Triple H. Dommer Earl Hebner nåede dog at omvende beslutningen, og Triple H beholdt sin VM-titel trods alt. WWE har aldrig anerkendt Jericho som vinder af VM-titlen denne aften. I stedet for lykkedes det Chris Jericho at vinde WWF Intercontinental Championship for tredje gang efter sejr over den nye mester Chris Benoit. Jericho tabte dog en rematch fire dage senere til Benoit. WWF-fans havde dog endelig taget Jericho til sig, og hans popularitet sikrede sig en VM-titelkamp mod Triple H ved WWF's Fully Loaded, som han dog tabte.

#### Undisputed Championship (2001-2002)
Ved WWF's Royal Rumble i januar 2001 lykkedes det Chris Jericho at vinde WWF Intercontinental Championship for fjerde gang efter sejr over Chris Benoit. Han forsvarede titlen ved WrestleMania X-Seven mod William Regal, men tabte den fire dage senere til Triple H. Sammen med Chris Benoit lykkedes det Jericho at vinde WWF Tag Team Championship under en episode af RAW over de regerende mestre Steve Austin og Triple H. Jericho og Benoit forsvarede VM-bælterne i den første Fatal Four Way Tables, Ladders, and Chairs match, hvor Benoit blev skadet og måtte være ude i et år, fordi han slog hovedet, da han røg igennem et bord. I kampen blev Benoit kørt ud på en båre, men vendte tilbage senere i kampen og var med til at forsvare titlerne. De tabte dog VM-bælterne måneden efter til Dudley Boyz.
I de følgende måneder blev Jericho en væsentlig faktor i The Invasion, som var en storyline i WWF, hvor WCW og ECW slog sig sammen for at overtage organisationen. Jericho forblev på WWF's side, til trods for at han tidligere havde wrestlet i WCW. Jericho blev i denne tid jaloux på en anden WWF-wrestler The Rock, og The Rock mindede ham om, at Jericho aldrig havde vundet en VM-titel. Jericho blev topudfordreren til The Rocks WCW Championship, efter at han havde besejret Rob Van Dam. Jericho vandt derefter sin første VM-titel, da han besejrede The Rock ved WWF's No Mercy. Aftenen efter trodsede de deres uenigheder og vandt sammen WWF Tag Team Championship fra Dudley Boyz. Senere tabte de VM-bælterne til Test og Booker T, og de genoptog derefter deres interne fejde. I november 2001 tabte Jericho WCW Championship til The Rock. Efter kampen angreb han voldsomt den nykårede verdensmester med en stol, og Jericho blev dermed atter fuldbyrdet heel-wrestler. Ved WWF's Survivor Series samme måned var Jericho næsten ved at koste The Rock og WWF sejren mod WCW/ECW-alliancen.
Jericho nåede umiddelbart efter karrierens højdepunkt ved WWF's Vengeance, da han samme aften besejrede både The Rock og Steve Austin i en lille titelturnering, der skulle kåre den første ubestridte verdensmester inden for wrestling i mere end 50 år. Først besejrede han The Rock og genvandt dermed WCW Championship (der efter Survivor Series var blevet kaldt World Championship), og i finalen besejrede han Steve Austin og vandt dermed for første gang WWF Championship, der var WWF's originale VM-titel. Jericho blev dermed den første wrestler nogensinde, der både var WCW- og WWF-verdensmester, og han vandt dermed WWF's nye VM-titel, WWF Undisputed Championship. Jericho forsvarede VM-titlen mod The Rock ved WWF's Royal Rumble i januar 2002 og mod Steve Austin ved WWF's No Way Out måneden efter. Jericho gik ind til WrestleMania X8 som den ubestridte verdensmester, men tabte VM-titlen til Triple H. Jericho havde del i, at Triple H kort efter tabte VM-titlen til Hulk Hogan, og de to mødte i en rematch ved WWF's Judgment Day, hvor Triple H vandt igen. Kort tid lykkedes det Jericho for femte gang at vinde WWF Intercontinental Championship fra Rob Van Dam.

#### Fejde med og mod Christian (2002-2004)
I 2002 blev WWF omdøbt til World Wrestling Entertainment (WWE). I WWE dannede Jericho et tagteam med Christian, og de vandt WWE Tag Team Championship i oktober 2002. De tabte VM-bælterne to måneder senere. I 2003 forsøgte Jericho at overbevise wrestlingfans om, at han var bedre end sit forbillede Shawn Michaels. Ved Royal Rumble i januar 1993 var Jericho i stand til at eliminere Michaels med hjælp fra Christian, men senere i kampen blev Jericho elimineret, da Michaels vendte tilbage og hjalp Test til at smide Jericho ud af ringen. Michaels besejrede Jericho ved WrestleMania XIX.
Efter WrestleMania XIX begyndte Jericho at fejde med Goldberg. Denne rivalisering var født af, dengang Goldberg ikke ville have en kamp mod Jericho i World Championship Wrestling i 1998. Goldberg besejrede Jericho ved WWE's Bad Blood. I august 2003 vandt Jericho over en anden tidligere WCW-wrestler, Kevin Nash, på RAW. Jericho og hans tagteam-partner Christian indledte en fejde i 2004, og det førte til en kamp ved WrestleMania XX, som Christian vandt. Jericho fik dog revanche i en Handicap match ved WWE's Backlash måneden efter, hvor han mødte både Christian og Trish Stratus.
For syvende gang lykkedes det Jericho at vinde WWE Intercontinental Championship, da han besejrede Christian i en Ladder match ved WWE's Unforgiven i efteråret 2004. Titlen var kort forinden blevet frataget en skadet Edge. Jerichos tid som mester varede dog ikke længe, da han tabte titlen til Shelton Benjamin ved WWE's Taboo Tuesday.

#### Jagt på VM-titlen (2005)
Sammen med Randy Orton, Chris Benoit og Maven lavede Jericho et hold, der skulle møde Triple H, Batista, Edge og Snitsky ved WWE's Survivor Series i november 2004. Jerichos hold sejrede, og de vandt retten som General Manager på RAW de følgende fire uger. Da Jericho blev General Manager fratog han VM-titlen fra den regerende verdensmester Triple H. Ved WWE's New Year's Revolution deltog Jericho i en VM-titelkamp med seks deltagere, men tabte, da han blev elimineret af Batista.
Ved WrestleMania 21 deltog Jericho i den første Money in the Bank Ladder match nogensinde. Kampen blev vundet af Edge. Jericho udfordrede derefter Shelton Benjamin til en kamp om WWE Intercontinental Championship, men tabte. Jericho tabte til Lance Storm ved WWE's One Night Stand, der var en WWE-udgave af et tidligere pay-per-view-show i ECW. Jericho brugte denne aften sin gamle Lionheart-gimmick i stedet for Y2J-gimmicken, som han havde brugt, siden han ankom til WWE. Jericho angreb den regerende verdensmester John Cena og blev igen heel-wrestler. Jericho tabte til kamp om Cenas WWE Championship ved WWE's Vengeance, hvor også Christian deltog. Jericho tabte igen til Cena ved WWE's SummerSlam i august 2005. Aftenen efter mødtes Cena og Jericho i en "You're fired" match. Cena vandt igen, og Jericho blev "fyret" af Eric Bischoff. Det gav Jericho mulighed for en længere pause fra WWE.

### World Wrestling Entertainment (2007-nu)

#### Comeback i WWE (2007-2008)
Chris Jericho gjorde comeback i WWE i november 2007, hvor han udfordrede verdensmesteren Randy Orton til en VM-titelkamp. Ved WWE's Armageddon lykkedes det Jericho at besejre Randy Orton, men det var via diskvalifikation, da John "Bradshaw" Layfield angreb ham midt i kampen. Jericho vandt dermed ikke VM-titlen. Jericho blev besejret af JBL ved WWE's Royal Rumble i januar 2008. I marts på RAW vandt Jericho for ottende gang WWE Intercontinental Championship ved at besejre Jeff Hardy. Det var ny rekord i WWE. Jericho tabte titlen til Kofi Kingston ved WWE's Night of Champions, da Shawn Michaels, som Jericho atter havde indledt en fejde med, distraherede ham. Jericho skiftede herefter sin gimmick ud og begyndte at gå i jakkesæt. Jericho besejrede Michaels ved WWE's The Great American Bash. Michaels fik revanche ved at vinde en rematch ved WWE's Unforgiven.

#### Forskellige titler i WWE (2008-2010)
Samme aften som Jericho havde tabt til Michaels, deltog han i en VM-titelkamp som erstatning for den regerende verdensmester CM Punk, og det lykkedes Jericho at vinde WWE World Heavyweight Championship. Jericho forsvarede VM-titlen mod Michaels ved WWE's No Mercy i en Ladder match. Ved WWE's Cyber Sunday tabte han titlen til Batista, men otte dage senere genvandt han VM-titlen på RAW. Jericho tabte titlen ved WWE's Survivor Series til John Cena. Ved WrestleMania XXV besejrede Jericho tre legender inden for wrestling, Roddy Piper, Jimmy Snuka og Ricky Steamboat (med Ric Flair). Flair kæmpede efter kampen med Jericho, og til sidst kom også The Wrestler-skuespilleren, Mickey Rourke, i ringen og slog Jericho i gulvet. Jericho besejrede wrestlinglegenden Ricky Steamboat igen ved WWE's Backlash.
Jericho indledte en fejde med Rey Mysterio, og Jericho vandt for niende gang WWE Intercontinental Championship ved at besejre ham ved WWE's Extreme Rules. Han slog dermed sin egen rekord. Jericho tabte titlen tilbage Mysterio måneden efter ved WWE's The Bash. Samme aften lykkedes det Jericho og Edge at vinde WWE Tag Team Championship. Edge blev dog skadet, og Jericho valgte i stedet for Big Show som sin makker. Jericho og Big Show forsvarede VM-bælterne i 140 dage. De tabte dem dog til DX ved WWE's TLC i december 2008.
Ved WWE's Elimination Chamber i februar 2009 vandt Jericho endnu engang WWE World Heavyweight Championship i en Elimination Chamber match, hvor han til sidst eliminerede den regerende verdensmester The Undertaker. Jerichos gamle tagteam-partner, Edge, udfordrede ham til en VM-titelkamp ved WrestleMania XXVI, men Jericho forsvarede titlen. Jericho tabte VM-titlen på SmackDown mod Jack Swagger. Jericho tabte til Edge ved WWE's Extreme Rules.
Ved WWE's SummerSlam i august 2010 gik Jericho sammen med rivalerne Edge, John Morrison, R-Truth, The Great Khali, Bret Hart og John Cena i en kamp mod Nexus. WWE-holdet besejrede Nexus. Ved WWE's Night of Champions fik Jericho en VM-titelkamp, men vandt ikke titlen. Siden oktober 2010 har Jericho været væk fra WWE pga. en turné med metalbandet Fozzy.

## VM-titler
Chris Jericho er en seksdobbelt verdensmester. Han har vundet VM-titlen alle gange i World Wrestling Entertainment (WWE) fordelt med WCW Championship to gange, Undisputed WWF Championship én gang og WWE World Heavyweight Championship tre gange.
| Nr. | VM-titel                           | Modstander      | Org. | Dato              | Show                | Dage | Efterfølger  |
| --- | ---------------------------------- | --------------- | ---- | ----------------- | ------------------- | ---- | ------------ |
| 1   | WCW Championship                   | The Rock        | WWE  | 21. oktober 2001  | No Mercy            | 15   | The Rock     |
| 2   | WCW Championship                   | The Rock        | WWE  | 9. december 2001  | Vengeance           | 0    | Ingen1       |
| 3   | Undisputed WWF Championship        | Steve Austin2   | WWE  | 9. december 2001  | Vengeance           | 98   | Triple H     |
| 4   | WWE World Heavyweight Championship | CM Punk3        | WWE  | 7. september 2008 | Unforgiven          | 49   | Batista      |
| 5   | WWE World Heavyweight Championship | Batista         | WWE  | 3. november 2008  | RAW                 | 20   | John Cena    |
| 6   | WWE World Heavyweight Championship | The Undertaker4 | WWE  | 21. februar 2010  | Elimination Chamber | 37   | Jack Swagger |

1 Chris Jericho besejrede WCW-verdensmesteren The Rock i en titelturnering om den ubestridte VM-titel, og WCW-titlen blev deaktiveret efter turneringen. Dermed er Jericho anerkendt som den sidste WCW-verdensmester.

2 Chris Jericho, der samme aften havde vundet WCW-titlen, besejrede WWF-verdensmesteren Steve Austin og blev dermed den ubestridte verdensmester (Undisputed WWF Championship).

3 CM Punk var ikke involveret i denne VM-titelkamp, da han blev skadet, men Jericho vandt alligevel titlen i en championship scramble match mod JBL, Batista, Rey Mysterio og Kane.

4 Dette var en Elimination Chamber match, der også involverede John Morrison, R-Truth, CM Punk og Rey Mysterio.